# Мадалина Генеа
Мадалина Дијана Генеа (рум. Mădălina Diana Ghenea; Слатина, 8. август 1987) румунска је глумица и манекенка. Генеа је започела каријеру у манекенству са 15 година, а почела је да се представља за Gattinoni у Милану.

## Филмографија

### Биоскоп
| Година | Српски назив | Изворни назив | Жанр                            | Улога          | Напомене |
| ------ | ------------ | ------------- | ------------------------------- | -------------- | -------- |
| 2011.  | Н/Д          |               | комедија                        | Смутандисима   |          |
| 2012.  | Н/Д          |               | драма                           | Дорина         |          |
| 2013.  | Н/Д          |               | комедија, криминалистики, драма | Паолина        |          |
| 2015.  | Младост      |               | драма                           | Мис универзума |          |
| 2016   | Зулендер 2   |               | комедија                        | егзотична жена |          |
| 2016.  | Н/Д          |               | комедија                        |                |          |
| 2019.  | Н/Д          |               | љубавна комедија                | Розалија Драго |          |
| 2021.  | Гучијеви     |               | драма                           | Софија Лорен   | камео    |

### Телевизија
- (7. сезона) (2011)
- (2011)
- (2013)

### Музички спотови
- – Ерос Рамацоти (2007)
- – Мадона (2012)

- Средњошколски мјузикл и Средњошколски мјузикл 2 - Габријела (румунски глас) [9]